# Hotel Perú (Palma de Mallorca)
El Hotel Perú es un edificio de Palma (Mallorca, Islas Baleares) construido a principios del siglo XX y también conocido en sus últimos años como Hostal Perú. Estuvo dedicado a la hotelería y la restauración hasta los años 80, cuando fue clausurado. Actualmente se encuentra en proceso de rehabilitación.
Es uno de los edificios más antiguos de la ciudad que se conservan para esta finalidad, junto al Gran Hotel (1903) y el Hostal Terminus (1913).

## Historia

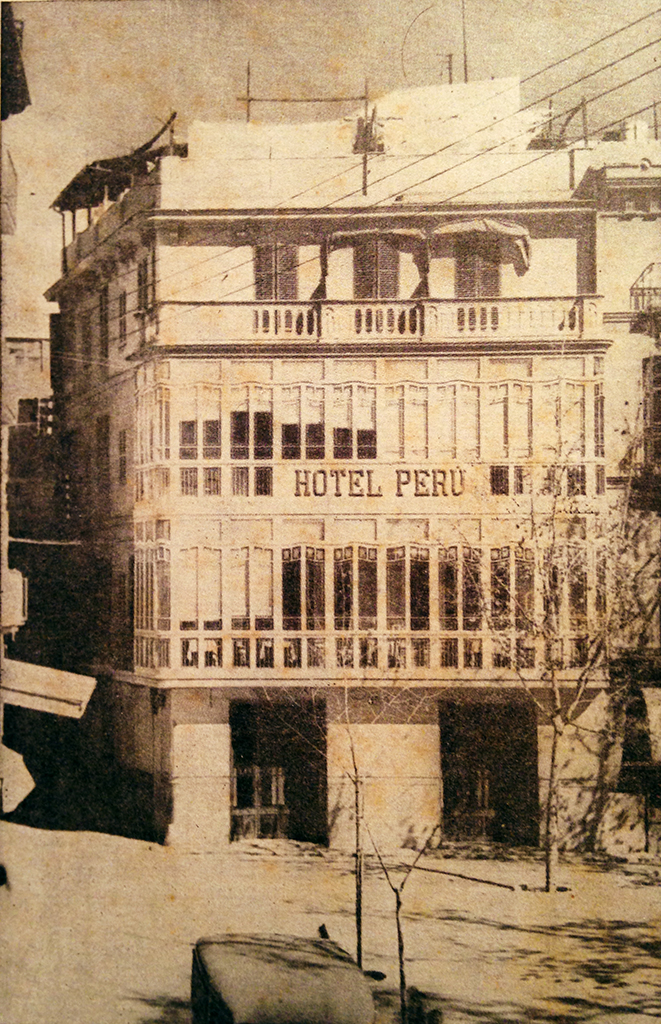
El Hotel Perú en 1954

Fue construido a principios del XX en la Plaza del Banc de l'Oli esquina con la calle del Sant Esperit. Entonces la zona estaba poblada de locales similares y el nuevo establecimiento fue uno más ubicado en la zona. En 1902 el edificio se encontraba en obras, pero no sabemos si era construcción de nueva planta o la reforma para darle el uso hotelero posterior. Las primeras referencias son como fonda y se remontan a 1905 (Fonda del Perú), pero también era mencionado como posada.
Hacia 1910 estaba en manos de Joan Sansó Bordoy (1883-1962), quien sería propietario durante más de 50 años. Durante los años 10 y 20 del pasado siglo fue muy popular gracias a los precios asequibles del restaurante y los servicios de pensión y media pensión. Como ejemplo tenemos la publicidad del semanario satírico local Foch y Fum, que alababa su servicio con glosas, con el propósito de generar una opinión positiva a través de una fórmula publicitaria pretendidamente espontánea y cercana. En los años 30 adopó el nombre oficial de Hotel Perú, con una fórmula de lujo medio y ofreciendo servicios como agua caliente y calefacción, entonces aún poco frecuentes. Así se convirtió en un local habitual para los viajantes y turistas que pasaban por la ciudad.
En los años 60 cambió de propiedad y entró en lenta decadencia, en paralelo a la degradación que sufría el barrio. Hacia 1970 rebajó su categoría a hostal y adoptó la denominación Hostal Perú, que duró hasta echar el cierre. Luego pasó a alquilar habitaciones por horas y se convirtió en punto habitual de la prostitución de la zona, confirmando así su degradación.
En 1985 el Ayuntamiento de Palma inició el proceso para expropiarlo y convertirlo en edificio municipal; pero el proceso se detuvo indefinidamente. Después el hostal fue clausurado, pero el edificio no fue derribado y desde entonces ha permanecido cerrado. En 2014 cambió nuevamente de manos y la nueva propiedad pretendió recuperarlo como hotel de lujo, preservando la esencia original; pero los trámites burocráticos lo impidieron durante años. Además fue ocupado, e incluso sufrió un incendio.
Finalmente, en enero de 2025 la propiedad logró los permisos para poder reformar el edificio, que no recuperará su finalidad hotelera sino que se transformará en viviendas de lujo.